# Hanak
Pour les articles homonymes, voir Hanak (homonymie).
Hanak est une ville et un district de la province d'Ardahan dans la région de l'Anatolie orientale en Turquie.